# Moedomo Soedigdomarto
Moedomo Soedigdomarto (ur. 29 listopada 1927 w Magetan, zm. 5 listopada 2005 w Bandungu) – indonezyjski matematyk i edukator, profesor i rektor Instytutu Technologii w Bandungu.

## Życiorys
Jako jeden z pierwszych Indonezyjczyków uzyskał doktorat z matematyki. Doktoryzował się w 1959 r. na Uniwersytecie Illinois na podstawie rozprawy pt. A Representation Theory for the Laplace Transform of Vector-Valued Functions.

## Publikacje
- A Representation Theory for Laplace Transform of Vector Valued Functions (1959)